# Šamar
«Šamar» — музичний альбом гурту Hladno pivo. Виданий 2003 року лейблом Dancing Bear. Загальна тривалість композицій становить 47:25. Альбом відносять до напрямку панк-рок.

## Список пісень
1. «Šamar» — 4:42
2. «Teško je ful biti kul» — 3:34
3. «Ljetni hit» — 3:49
4. «Samo za taj osjećaj» — 4:16
5. «Zimmer frei» — 3:31
6. «Mlohava ćuna» — 3:30
7. «Soundtrack za život» — 4:21
8. «Štrajk» — 0:04
9. «Cirkus» — 2:44
10. «Čekaonica» — 2:43
11. «Frizerska pjesma» — 2:38
12. «Dobri prijatelji» — 3:53
13. «Jednim osmjehom» — 3:40
14. «Par pitanja» — 3:56